# كور أمير

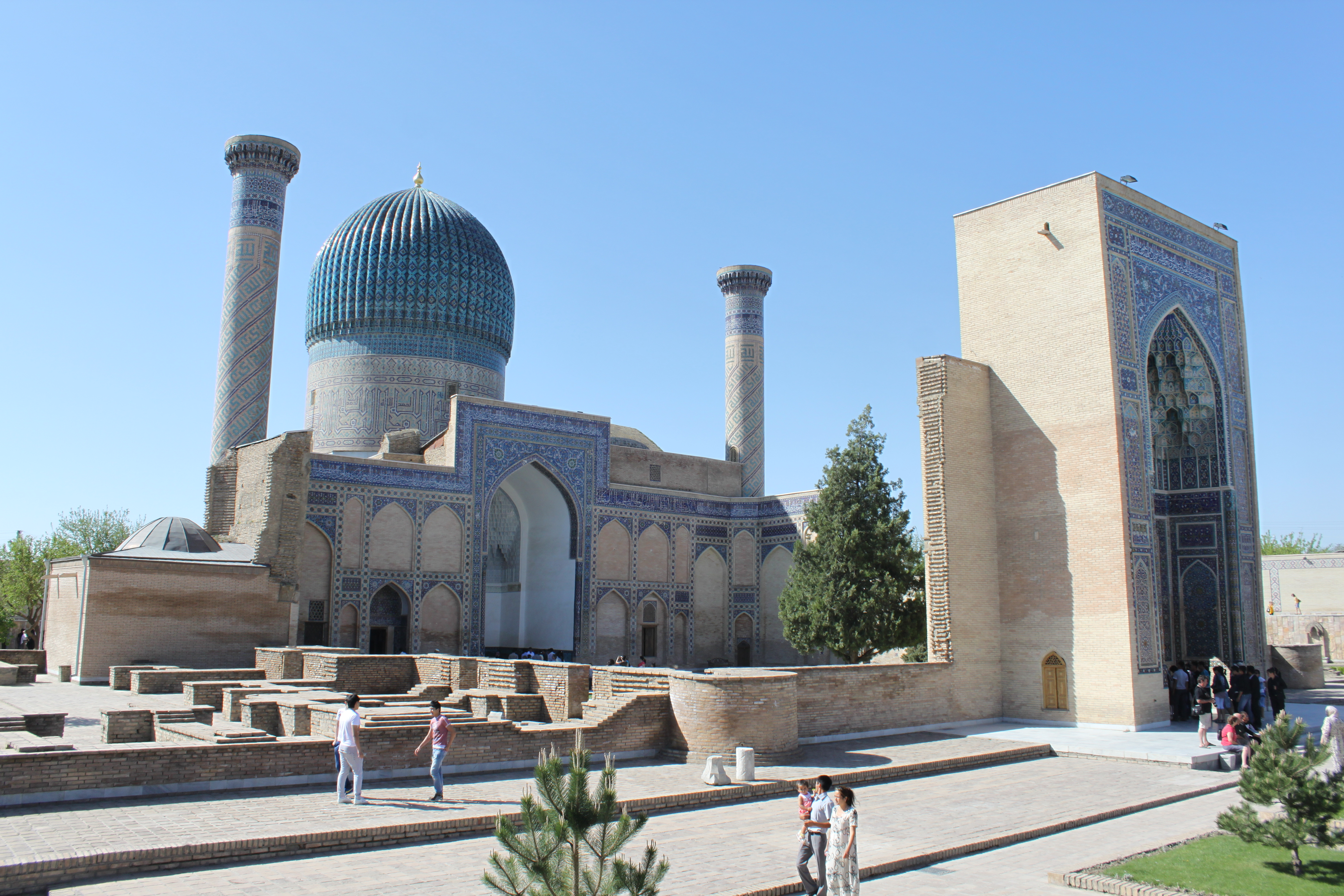
ضريح تيمورلنك

كور أمير هو ضريح تيمورلنك ويقع في سمرقند في أوزبكستان. ويحتل مكاناً هاماً في تاريخ العمارة التركية والفارسية وأصبح نموذجاً لعدد كبير من القبور في العمارة المغولية، بما فيها مقبرة همايون في دلهي وتاج محل في أغرة. كان تيمورلنك قد بدأ بناءه في 1403 إحياءاً لذكرى وفاة حفيده محمد سلطان ميرزا، ثم توفي تيمورلنك في 1405م بسبب الإلتهاب الرئوي قبل أن يكتمل بناء القبر، فتم دفنه ونقلت رفاته لاحقاً بجانب حفيده محمد سلطان ميرزا.
أتم أولوغ بيك حفيد تيمورلنك بنائه وتجهيزه من الداخل وألحق به عدة أبنية منها مدرسة وأربع مآذن ومجمع تذكاري ومدخل على شكل إيوان يؤدي للساحة أمام الضريح ودفن أولوغ بيك فيه. ويعني بالفارسية قبر الملك ويطلق عليه أيضاَ مدفن خلفاء تيمور.
يتميز الضريح بالقبة الفيروزية التي تعلوه وهي مضلعة ومزخرفة، ويتألف من طابقين في الأعلى (الرئيسي) توجد توابيت فخمة محاطة بحاجز رخامي عليه زخارف هندسية ونباتية وفي الطابق السفلي المدفن فيه توابيت بسيطة وتوجد فيها الرفات الحقيقية.

## لعنة تيمور والحرب العالمية الثانية
تم فتح قبر تيمورلنك قبل وقت قصير من الإجتياح الألماني للاتحاد السوفيتي، 19 يونيو 1941. وتم استخراج رفات تيمورلنك في عام 1941 تحت إشراف العالم السوفيتي وعالم الأنثروبولوجيا ميخائيل ميخائيلوفيتش جيراسيموف، الذي كان قادرًا على إعادة بناء ملامح وجه تيمورلنك من جمجمته، وتم التأكيد أيضًا على أنه كان يبلغ طوله 172 سم وكان سيمشي بعرج واضح.
انتشرت شائعات حول سمرقند بأن فتح مقبرة تيمورلنك سيُلعن من فتحها. وحاول القادة المحليون تحذير فريق التنقيب السوفيتي من «المخاطر». حيث نقش على قبر تيمور تحذيرين نصهما «عندما أقوم من الموت، يرتجف العالم» و «من يزعج قبرتي سيُطلق العنان لغزاة أفظع مني».
تم افتتاح القبر في 20 يونيو 1941، قبل يومين من بدء عملية بارباروسا. 
على ما يبدو، فقد آمن ستالين باللعنة وأمر بإعادة دفن تيمورلنك. ووفقًا للأسطورة، تم نقل رفات تيمورلنك إلى الخطوط الأمامية في ستالينجراد لإلهام القوات المسلمة في الجيش الأحمر. أعيد دفن تيمورلنك بطقوس الدفن الإسلامية الكاملة في 20 ديسمبر 1942، أي قبل شهر تقريبًا من الانتصار السوفيتي في ستالينجراد، على الرغم من أنه بحلول هذا الوقت كان الجيش الألماني في ستالينجراد محاصرًا بالفعل.

## صور

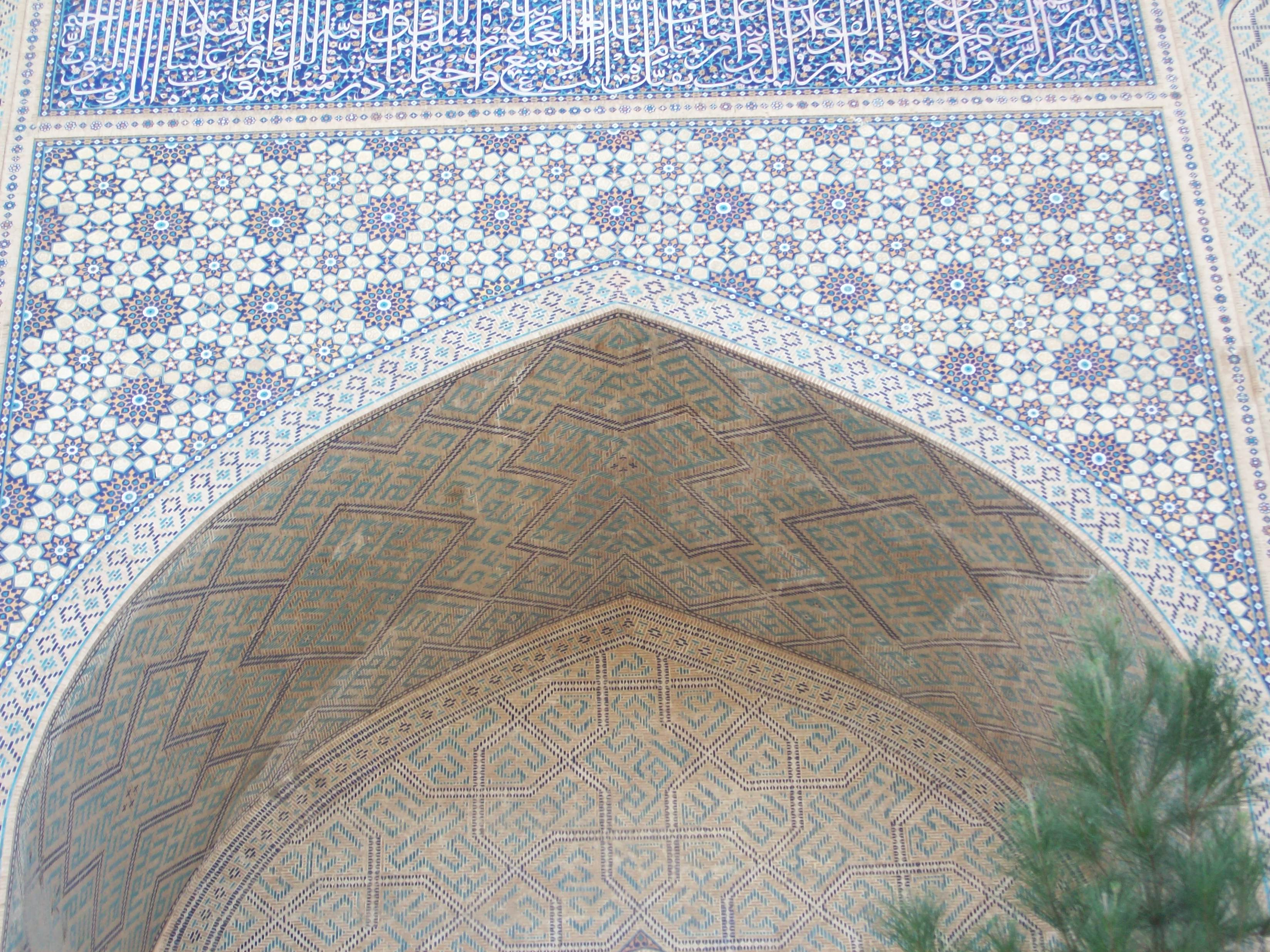
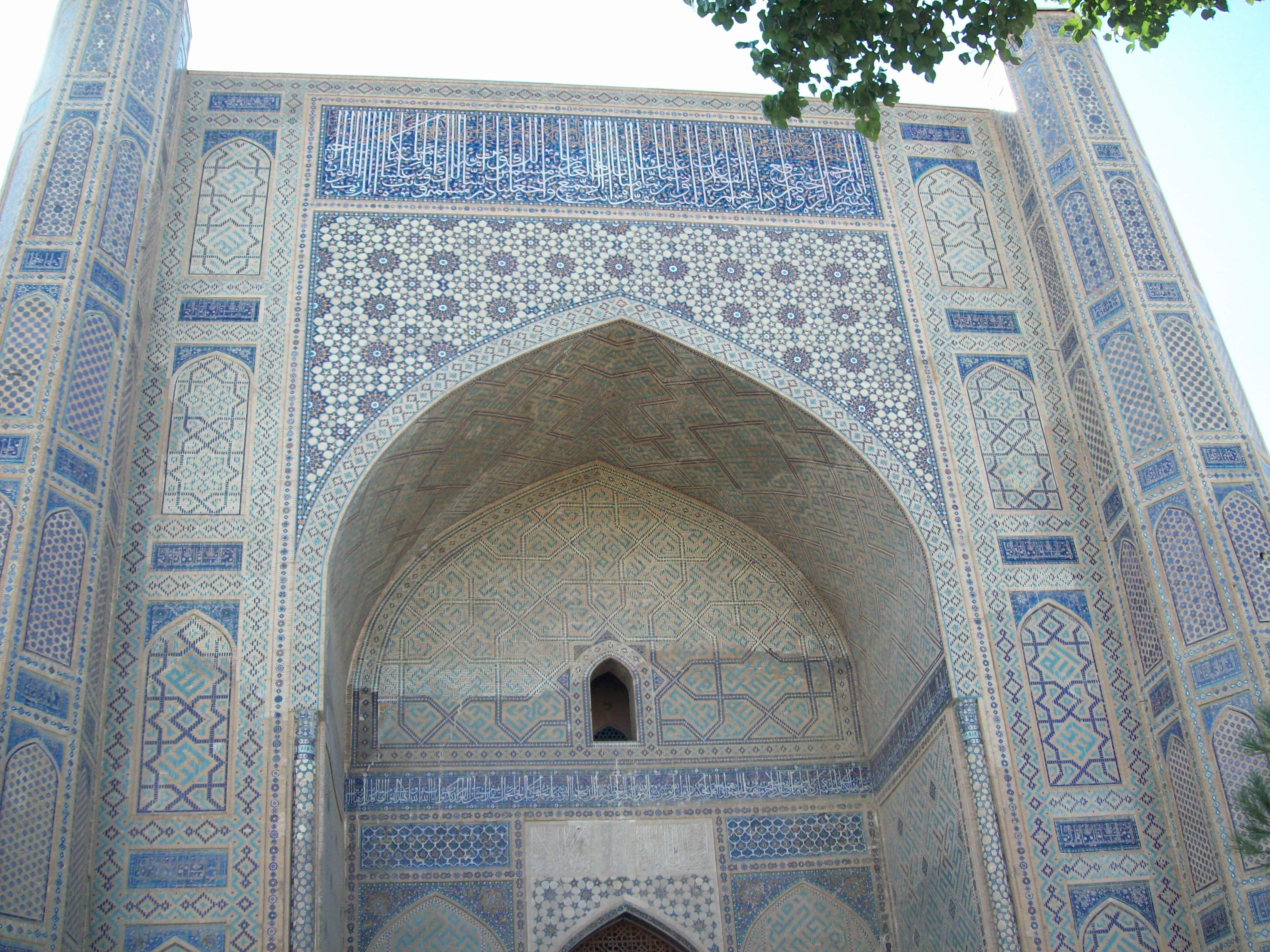
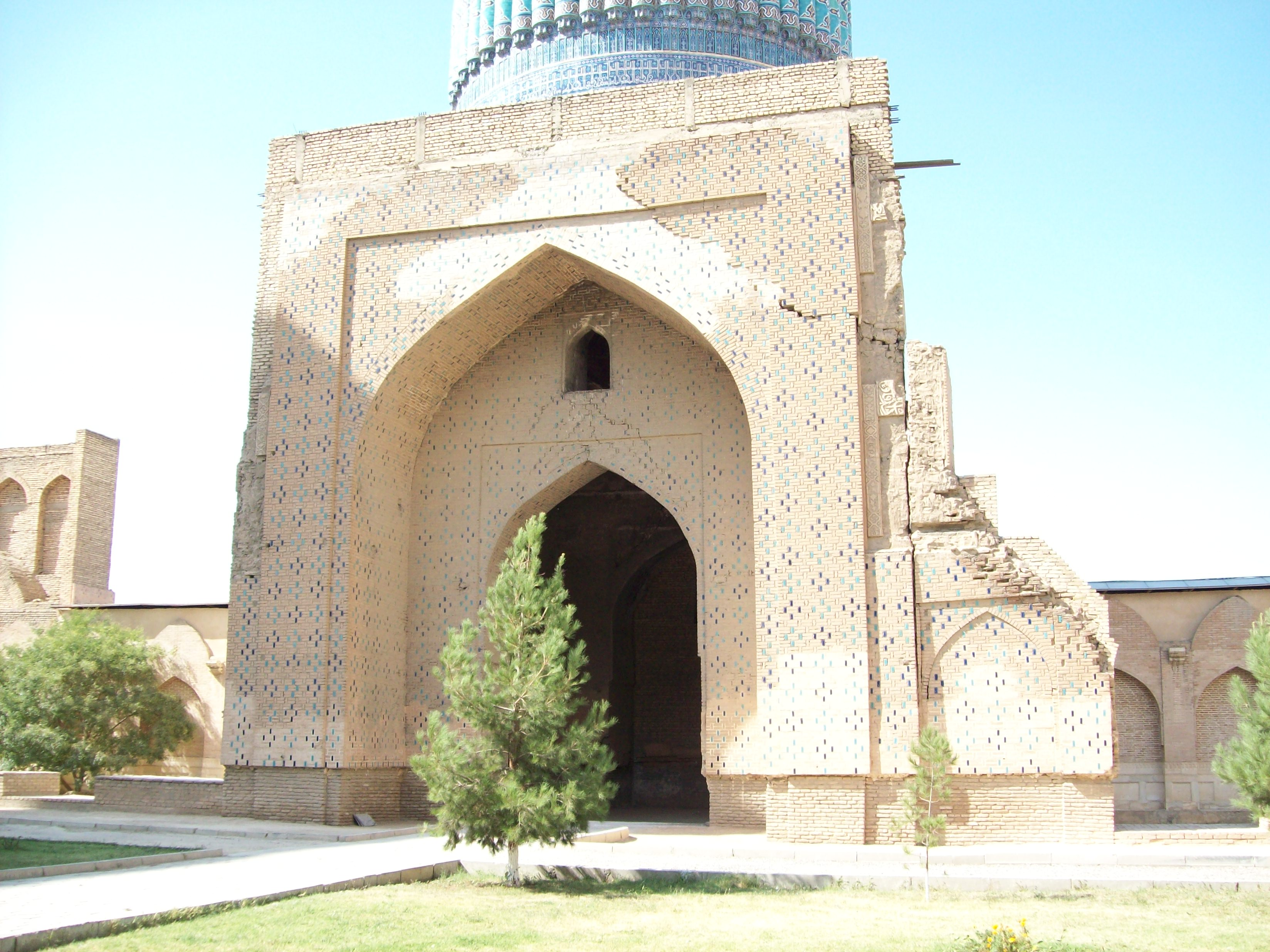
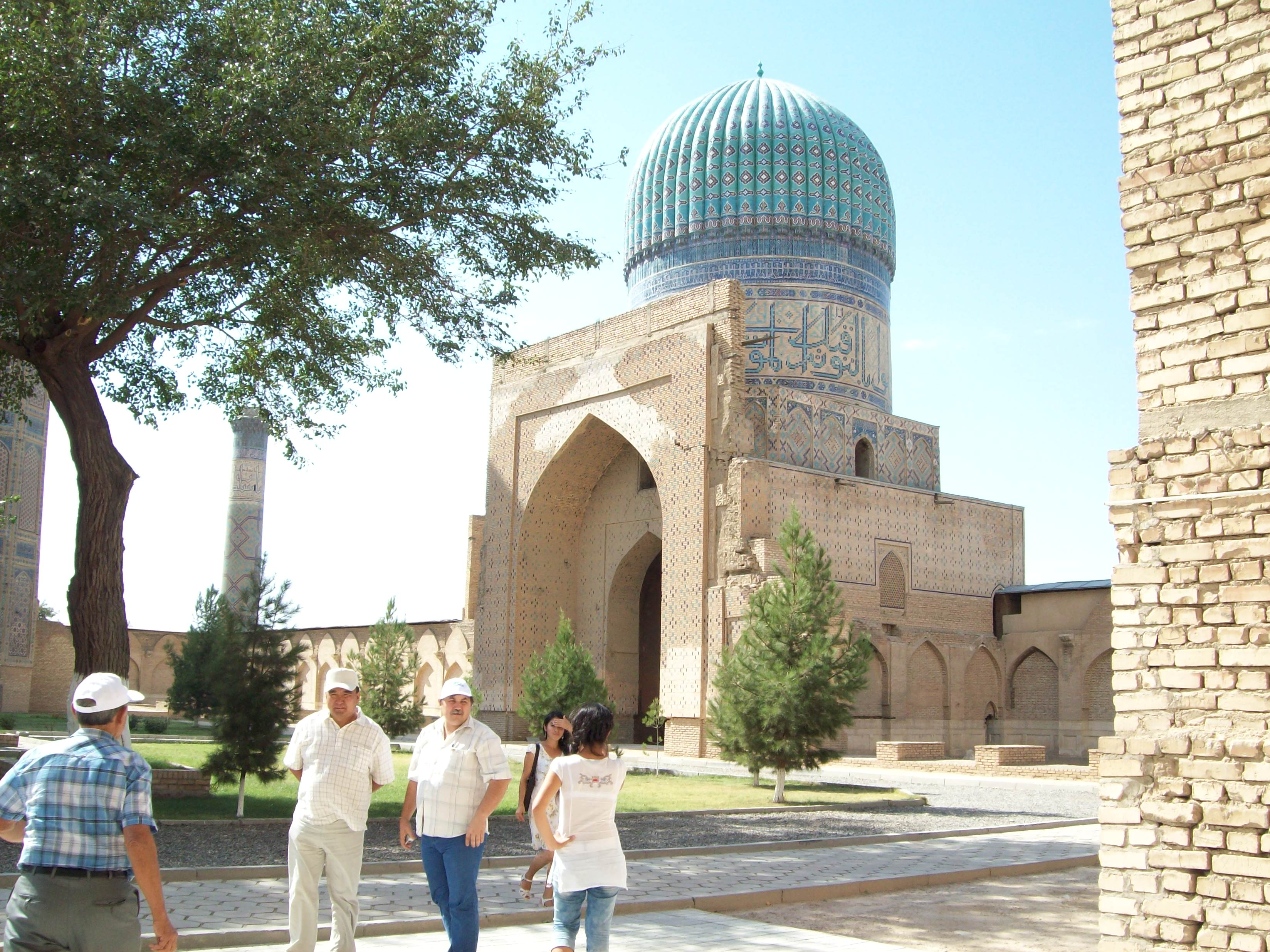
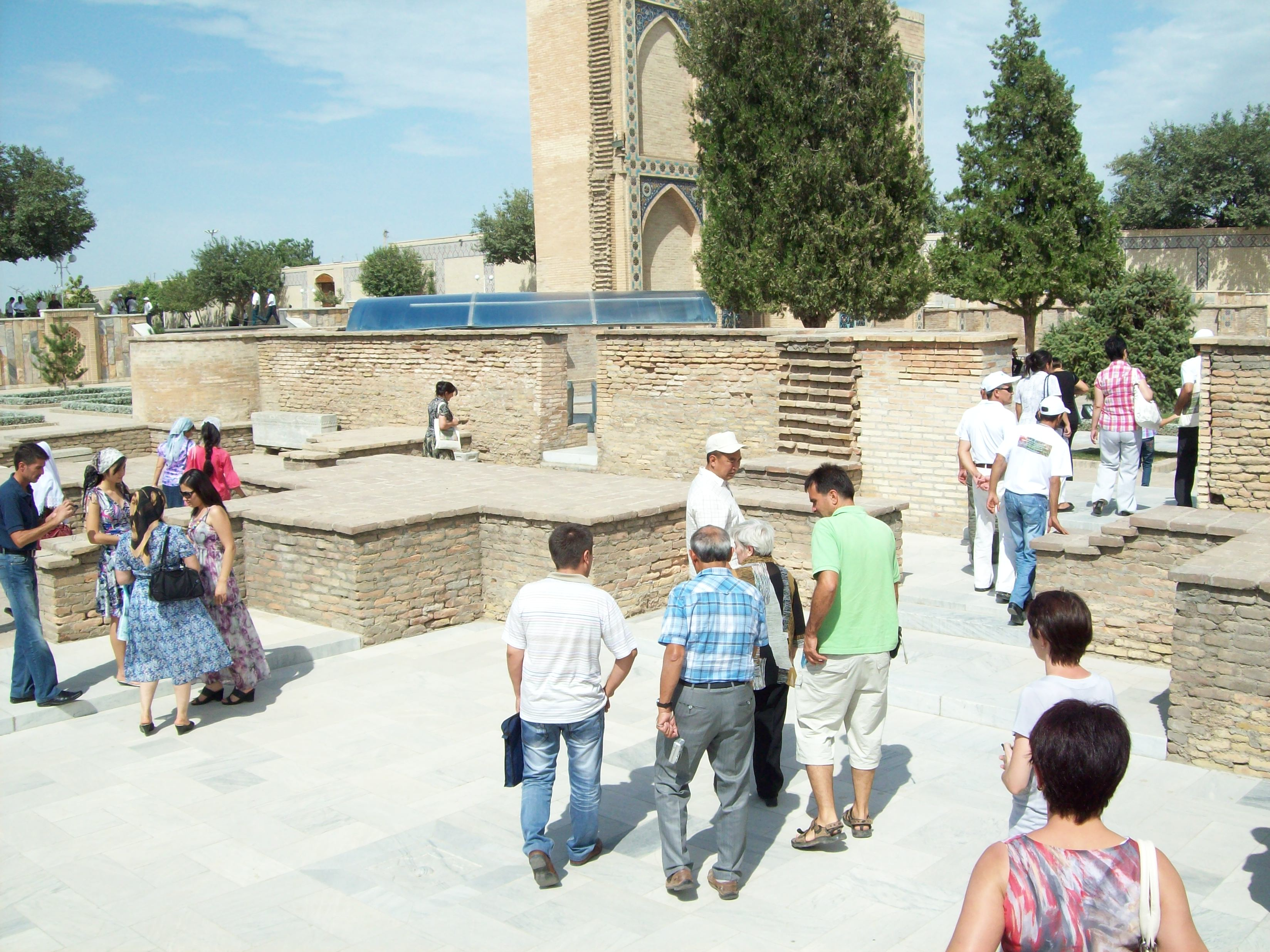
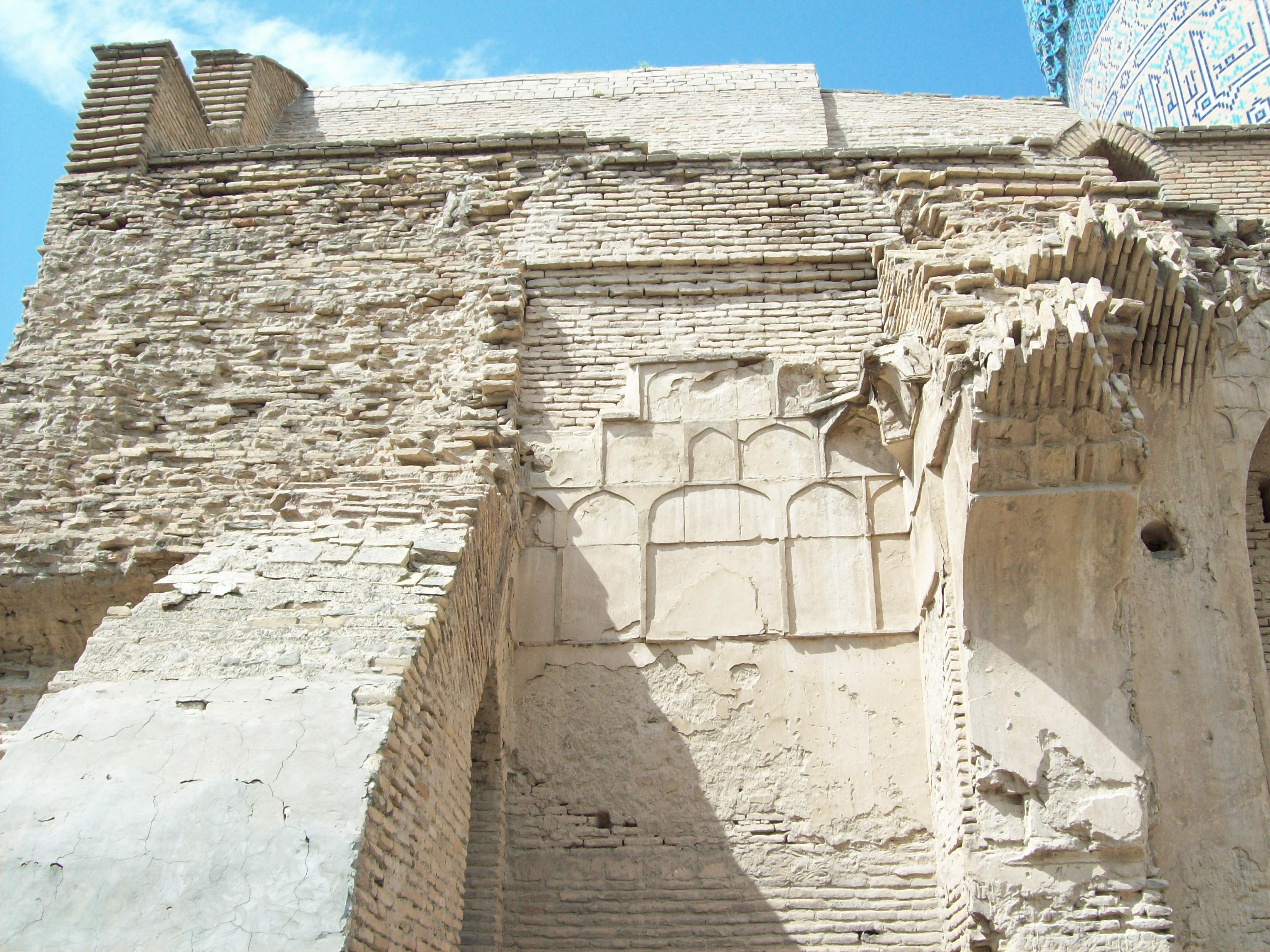
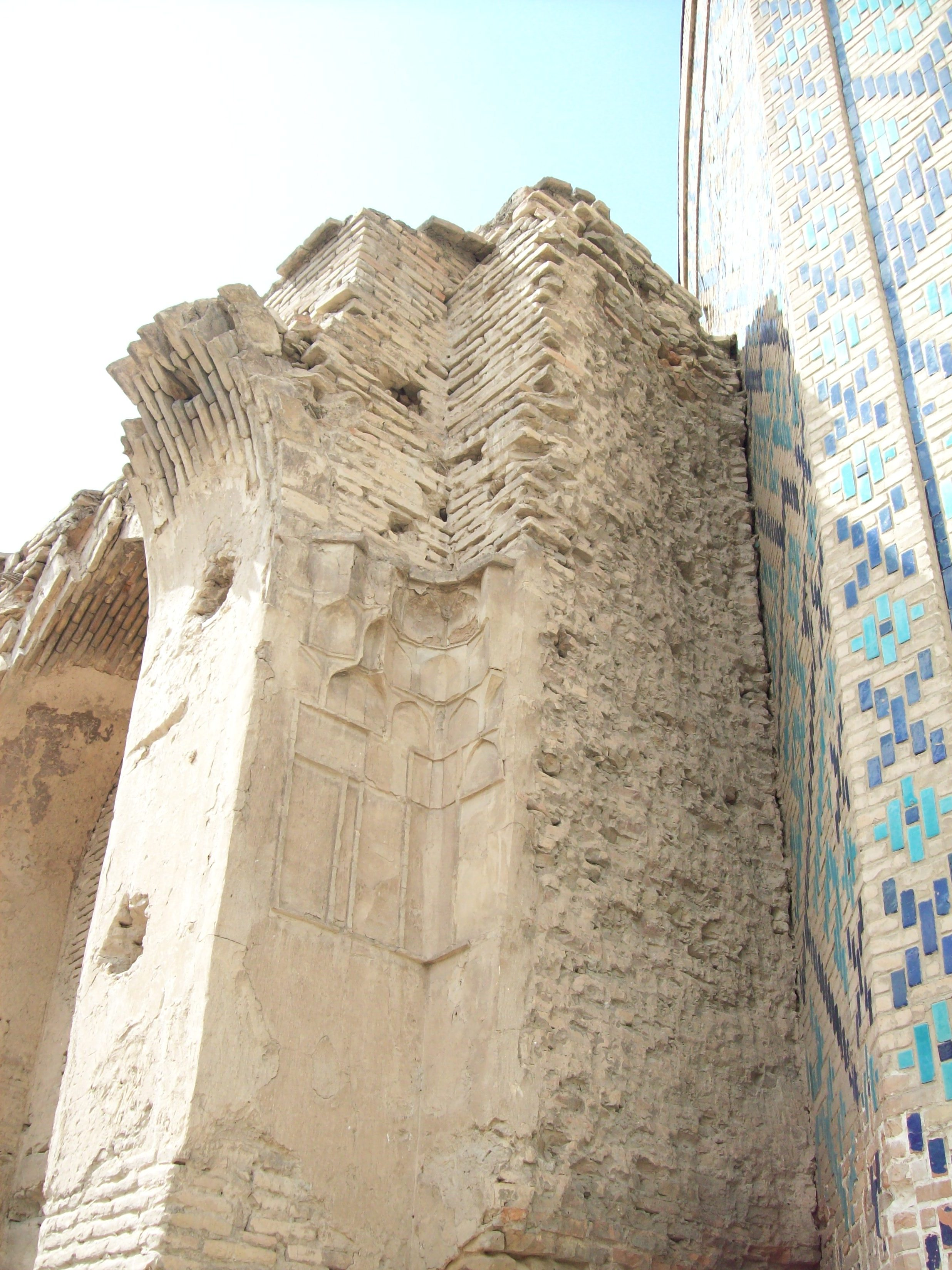
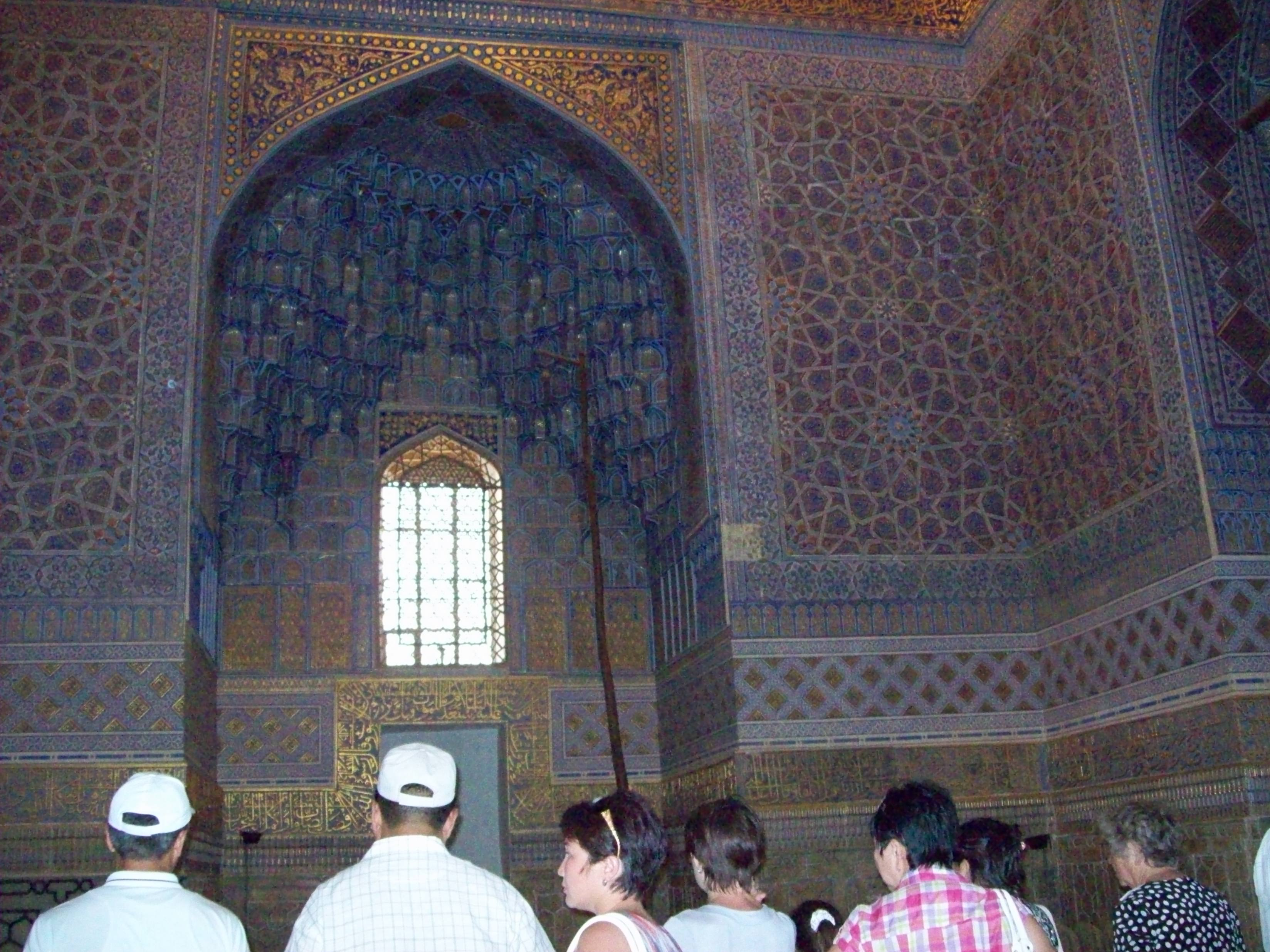
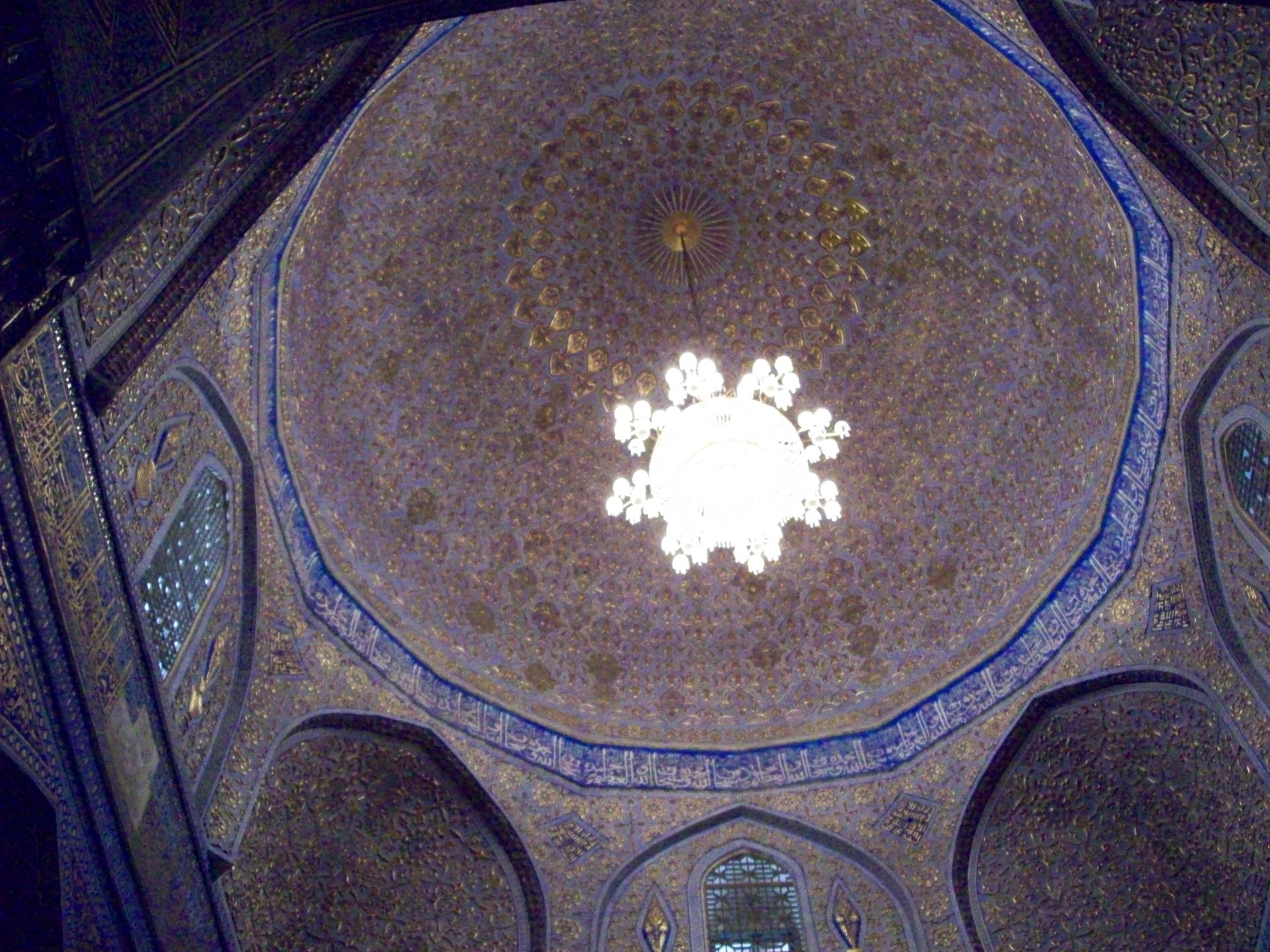
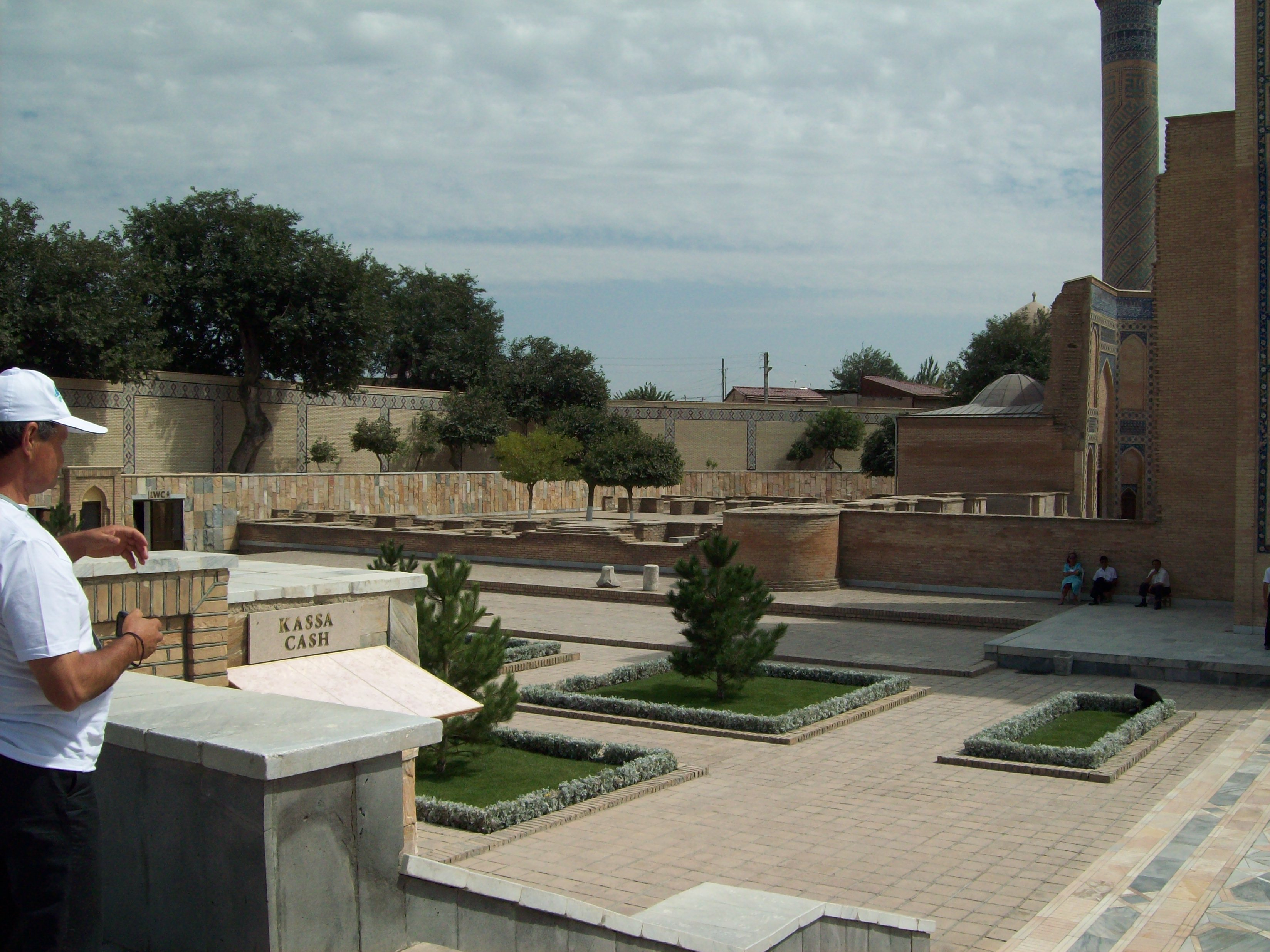
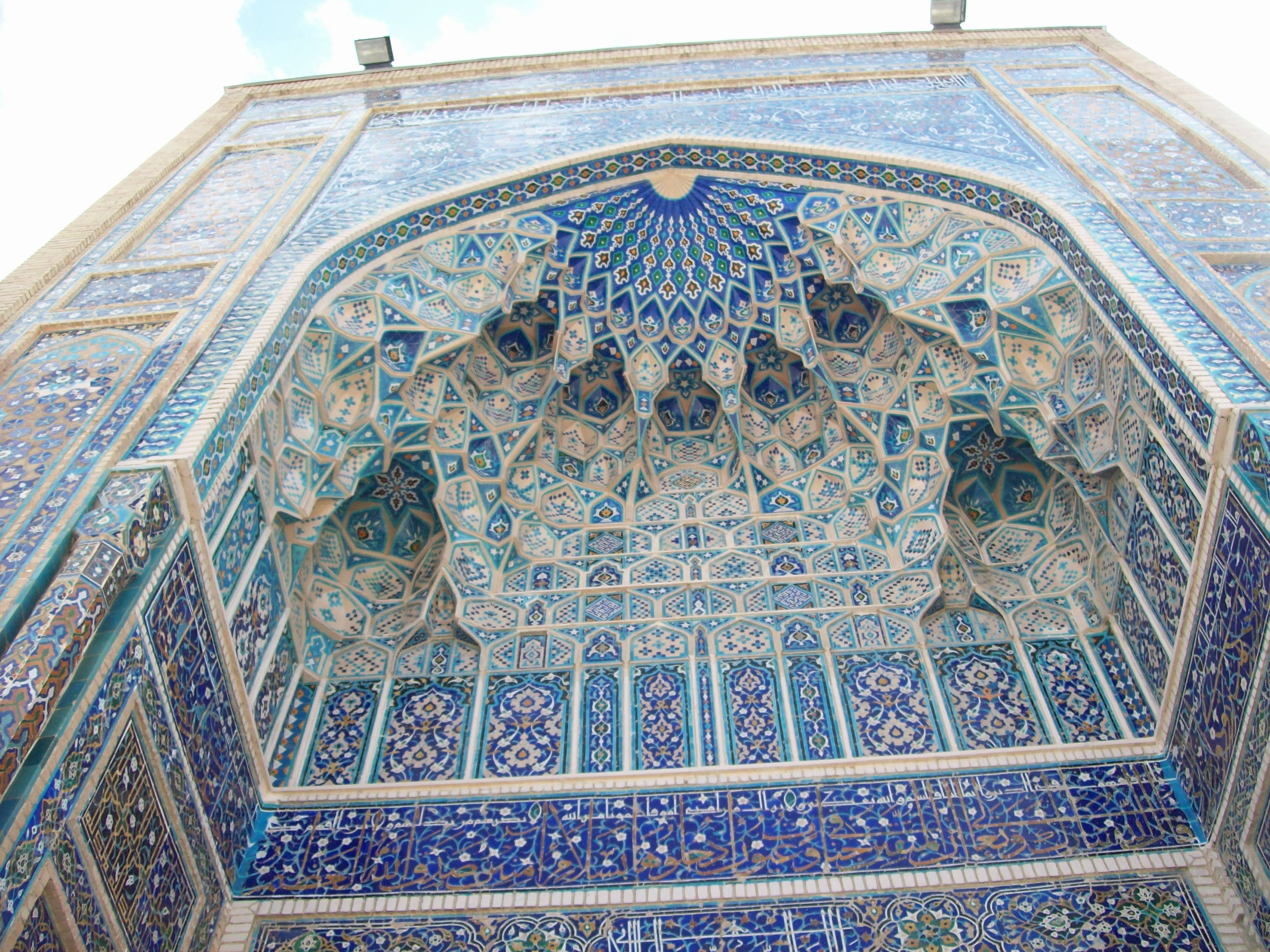
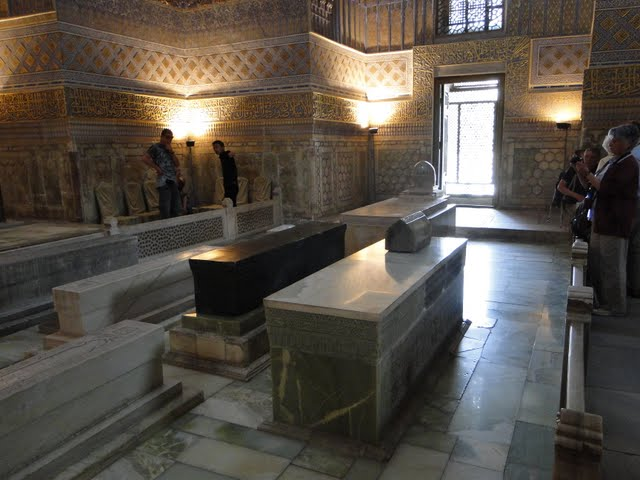

## وصلات خارجية
- Gur Emir complex, Rukhobod, Aksaray mausoleums. Information, photos,location
- Samarkand - the Capital of Tamerlane
- Square Kufic decoration on the Gur-i Emir complex